# Ambulycini
Ambulycini es una tribu de lepidópteros ditrisios perteneciente a la familia Sphingidae.

## Géneros
- Adhemarius - Oitiaca, 1939
- Akbesia - Rothschild & Jordan, 1903
- Ambulyx - Westwood, 1847
- Amplypterus - Hübner, 1819
- Barbourion - Clark, 1934
- Batocnema - Rothschild & Jordan, 1903
- Compsulyx - Holloway, 1979
- Orecta - Rothschild & Jordan, 1903
- Protambulyx - Rothschild & Jordan, 1903
- Trogolegnum - Rothschild & Jordan, 1903

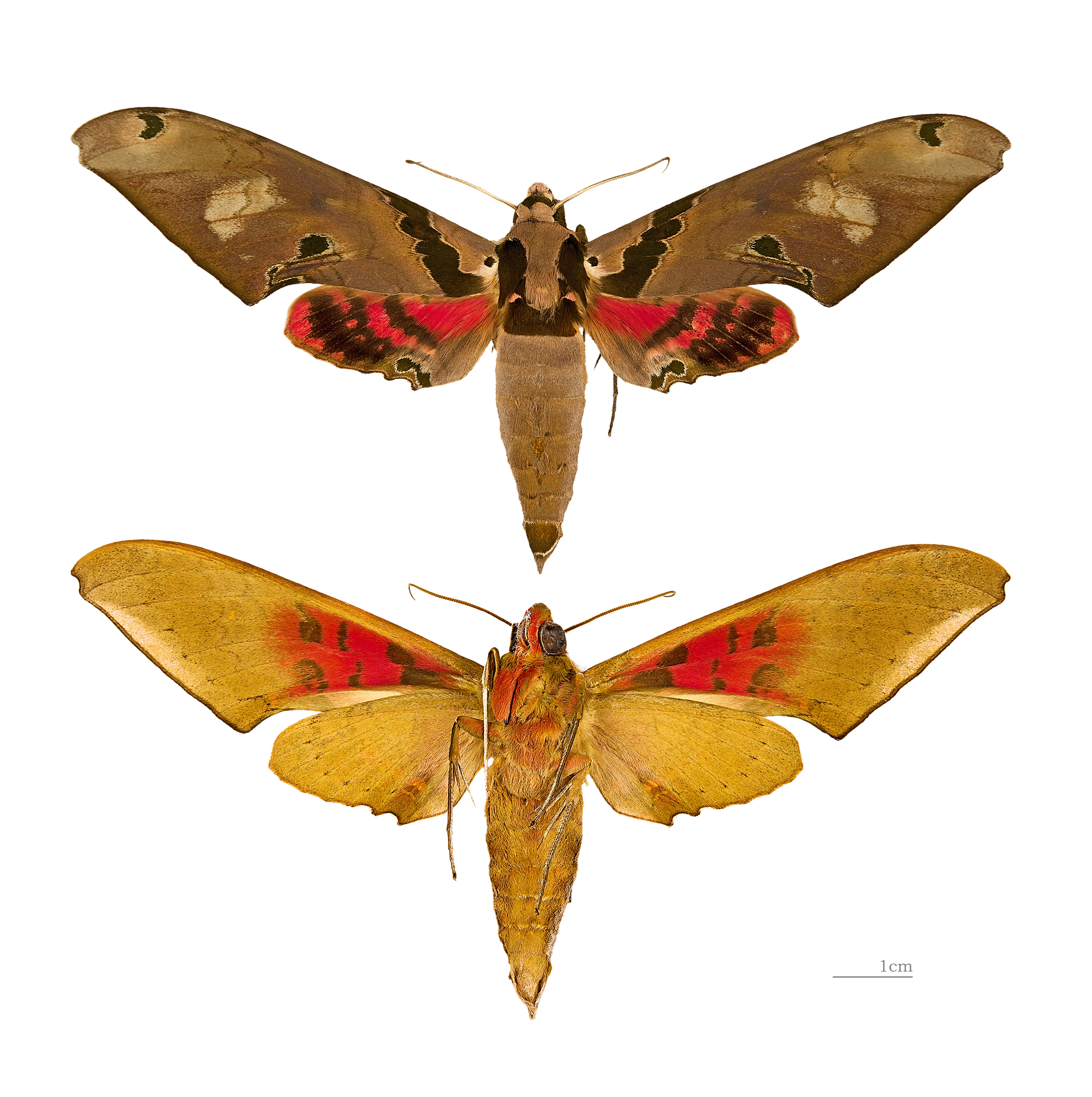
Adhemarius
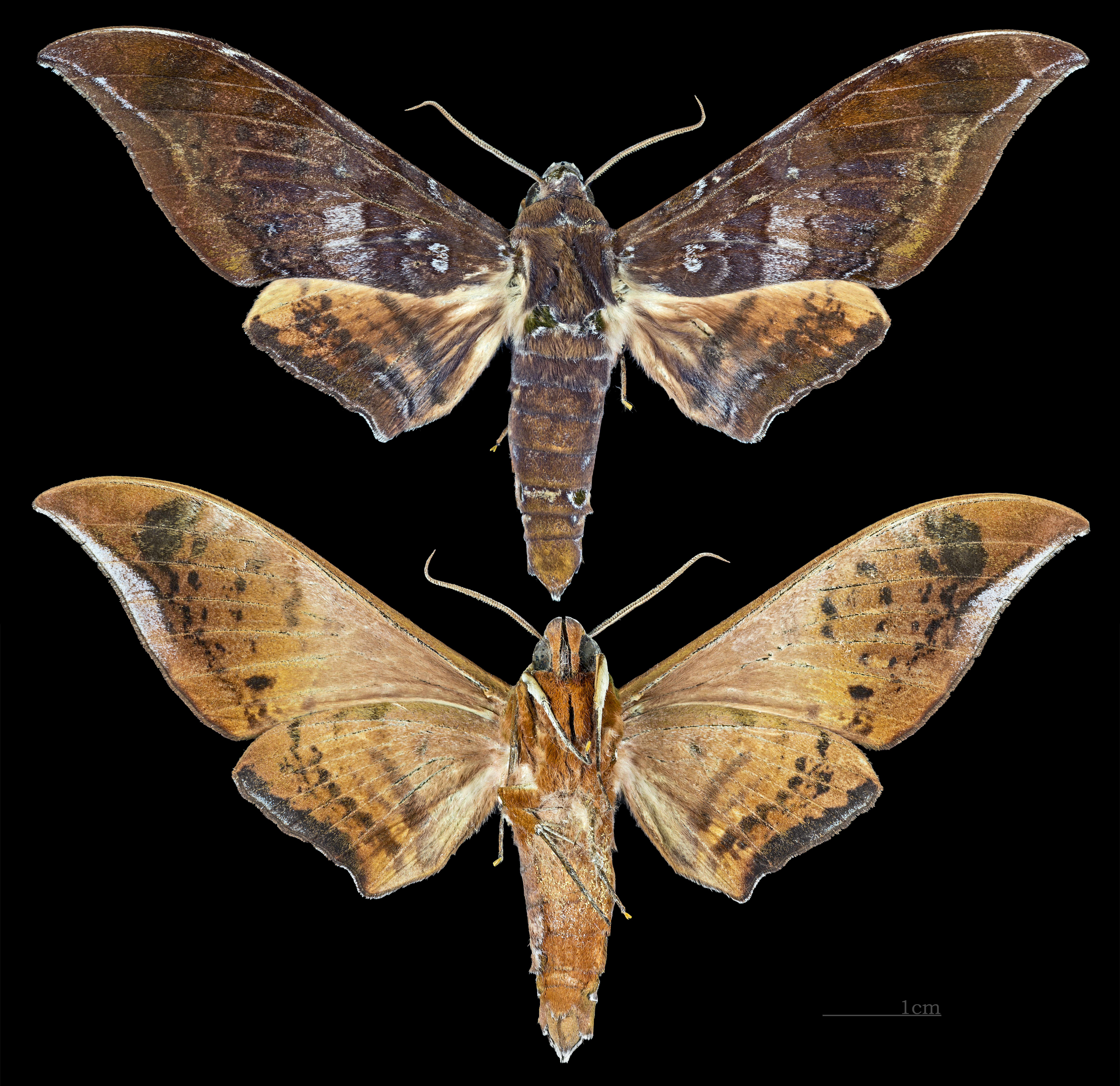
Ambulyx
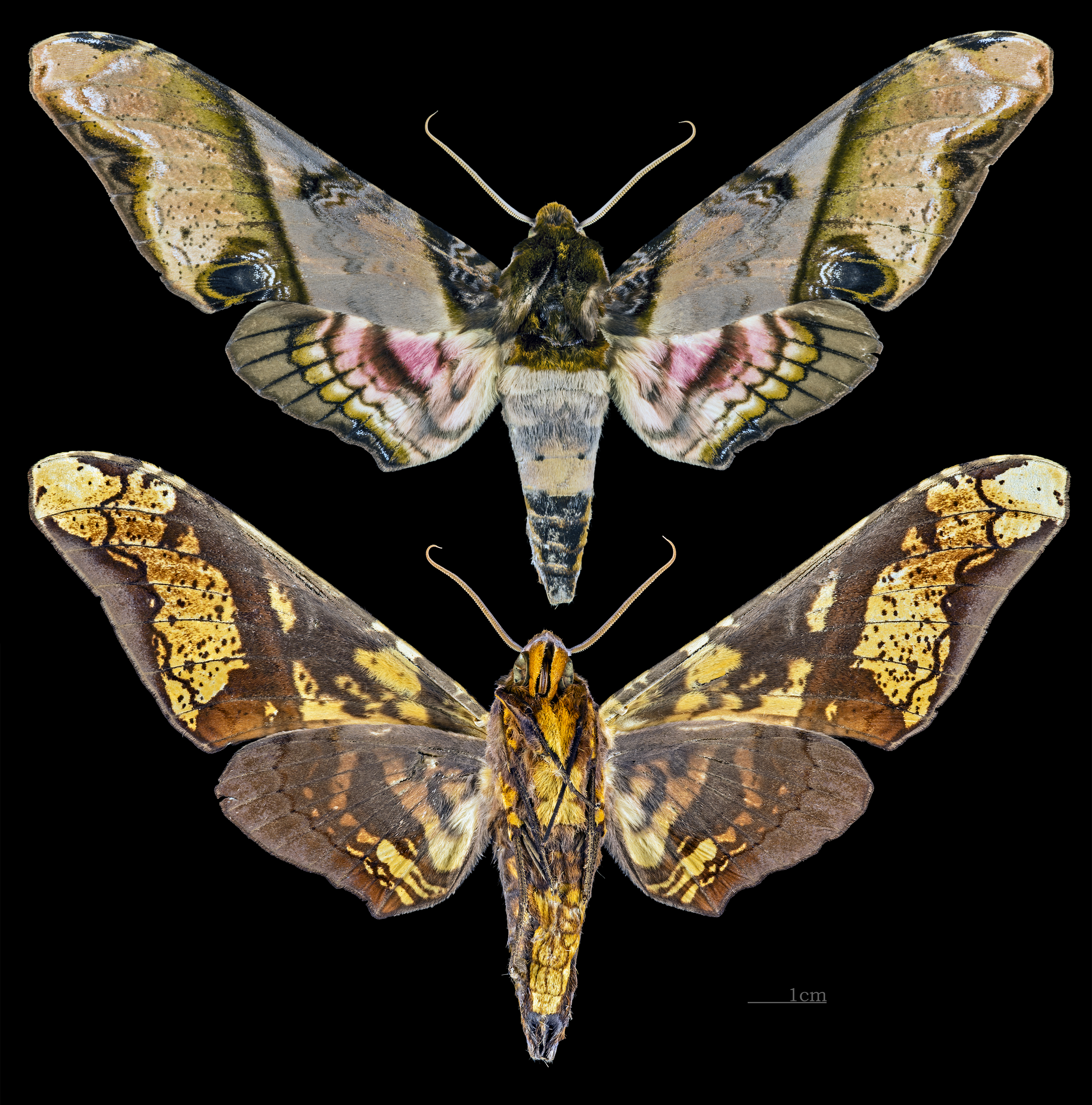
Amplypterus
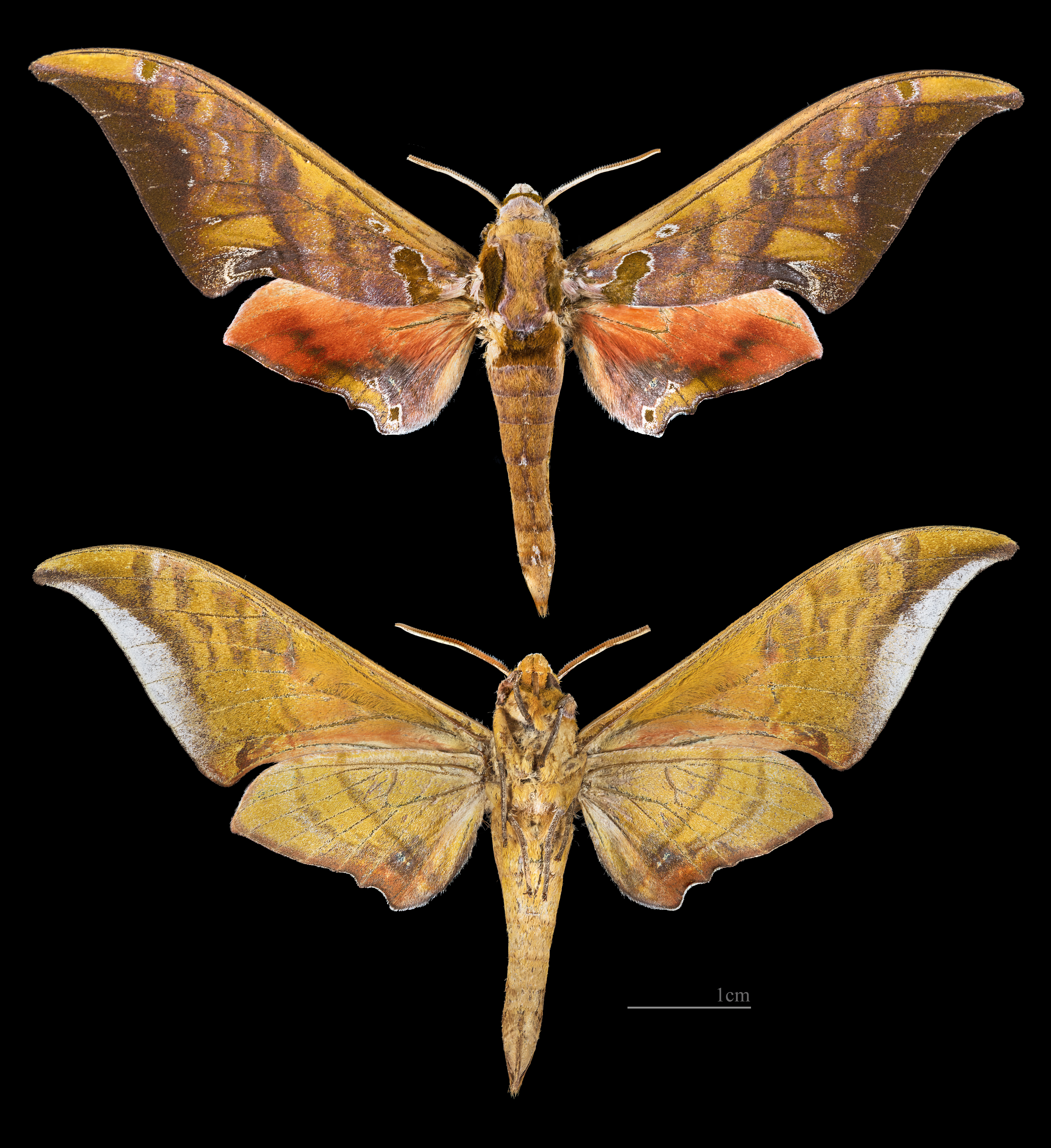
Orecta
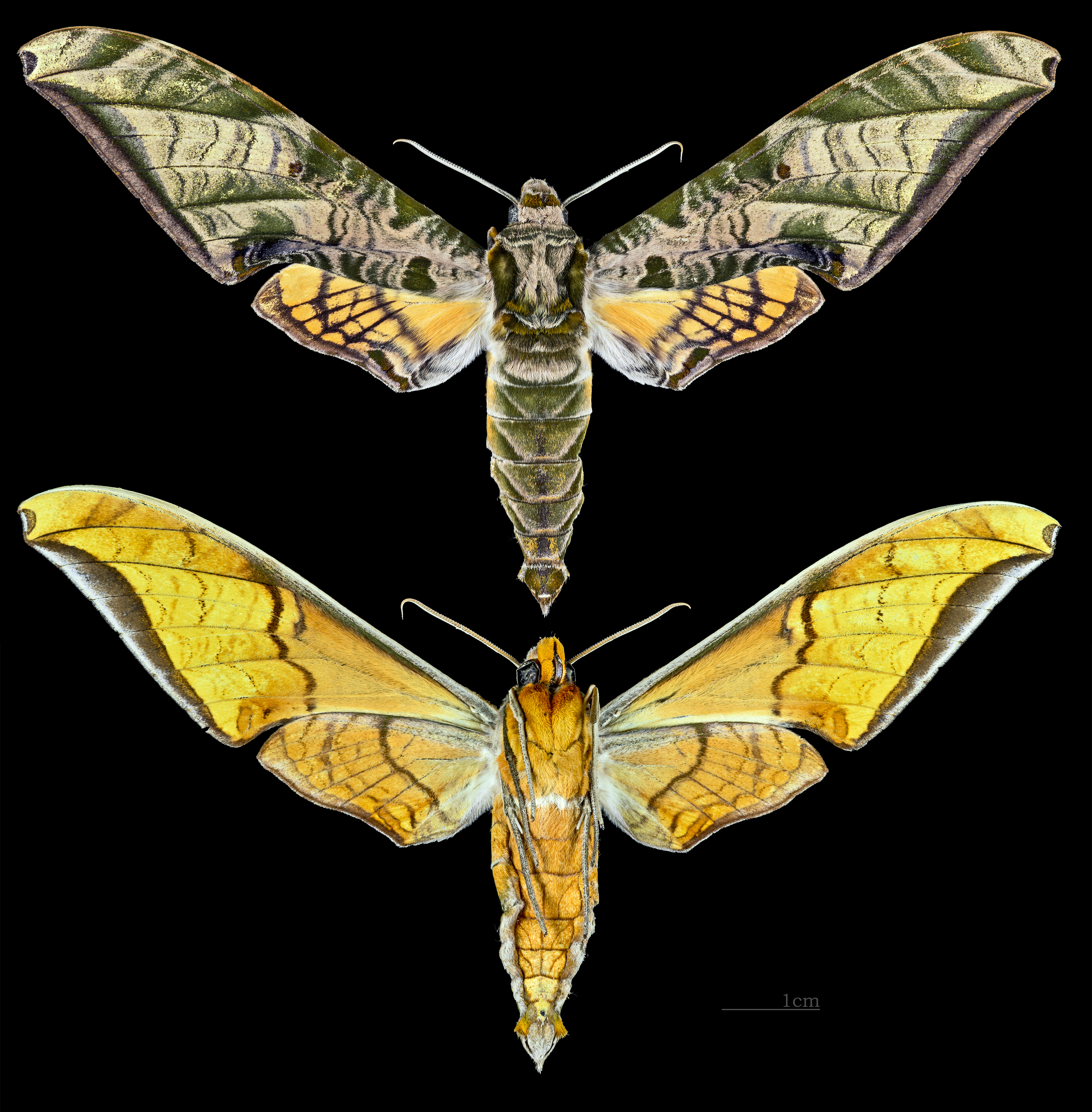
Protambulyx
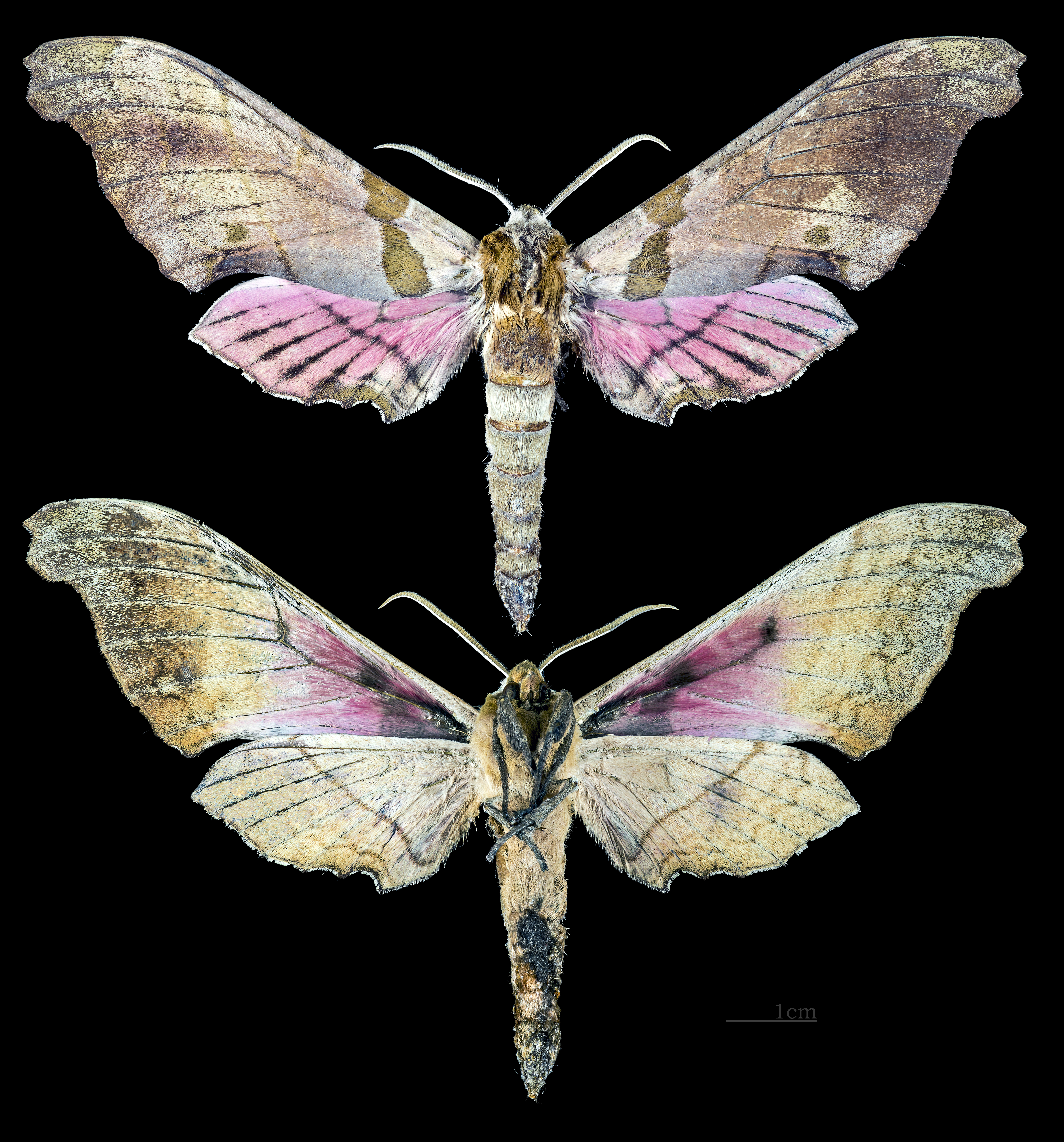
Trogolegnum